# Agastache
Agastache là một chi thực vật có hoa trong họ Hoa môi (Lamiaceae). Phần lớn các loài trong chi này là bản địa Bắc Mỹ, trừ 1 loài (Agastache rugosa) là bản địa Đông Á.

## Loài
Chi Agastache gồm các loài:
- Agastache aurantiaca (A.Gray) Lint & Epling, 1945
- Agastache breviflora (A.Gray) Epling, 1939
- Agastache cana (Hook.) Wooton & Standl., 1913
- Agastache coccinea (Greene) Lint & Epling, 1945
- Agastache cusickii (Greenm.) A.Heller, 1902
- Agastache eplingiana R.W.Sanders, 1981
- Agastache foeniculum (Pursh) Kuntze, 1891
- Agastache mearnsii Wooton & Standl., 1913
- Agastache mexicana (Kunth) Lint & Epling, 1945
- Agastache micrantha (A.Gray) Wooton & Standl., 1913
- Agastache nepetoides (L.) Kuntze, 1891
- Agastache occidentalis (Piper) A.Heller, 1900
- Agastache pallida (Lindl.) Cory, 1936
- Agastache pallidiflora (A.Heller) Rydb., 1906
- Agastache palmeri (B.L.Rob.) Standl., 1937
- Agastache parvifolia Eastw., 1940
- Agastache pringlei (Briq.) Lint & Epling, 1945
- Agastache rugosa (Fisch. & C.A.Mey.) Kuntze, 1891
- Agastache rupestris (Greene) Standl., 1910
- Agastache scrophulariifolia (Willd.) Kuntze, 1891
- Agastache urticifolia (Benth.) Kuntze, 1891
- Agastache wrightii (Greenm.) Wooton & Standl., 1913

## Hình ảnh

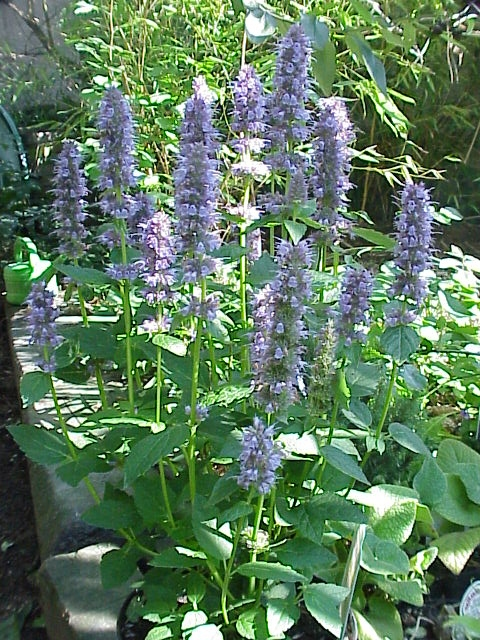
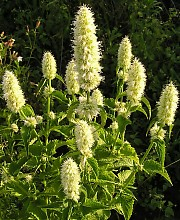
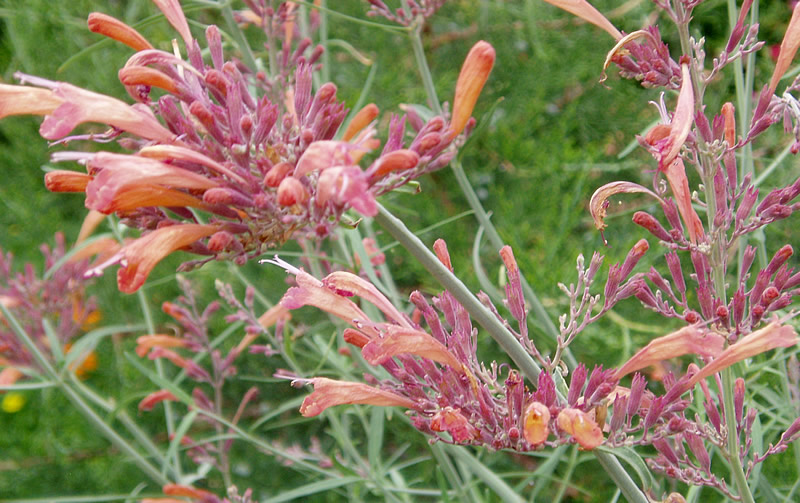
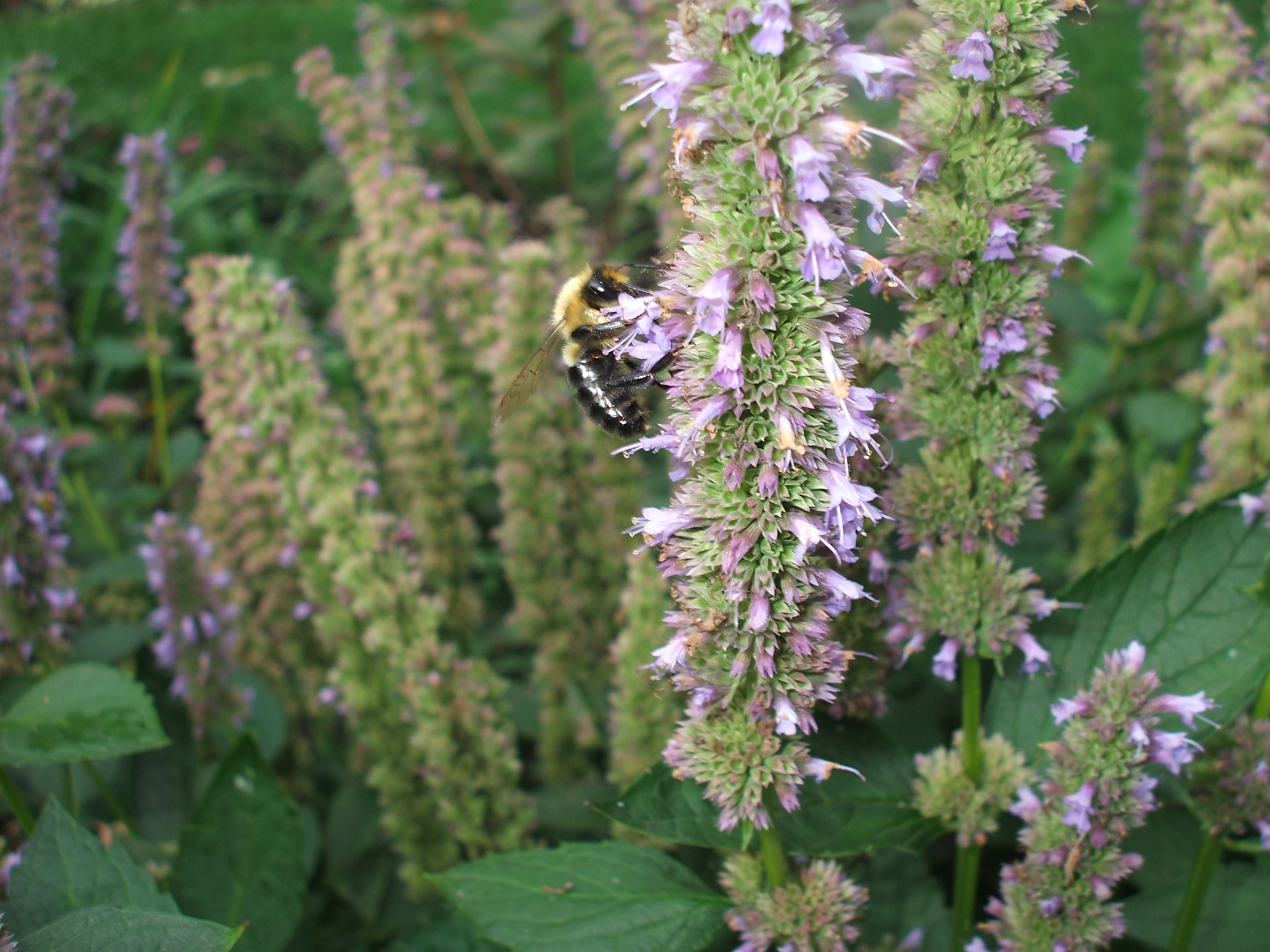